# Hablemos del amor
Chansons représentant l'Espagne au Concours Eurovision de la chanson
Yo soy aquél
(1966) La, la, la
(1968)
Singles de Raphael
Yo soy aquél
(1966) Digan lo que digan
(1967)
Hablemos del amor (« Parlons de l'amour ») est une chanson écrite et composée par Manuel Alejandro et interprétée par Raphael, sortie en EP super 45 tours et en simple 45 tours en 1967. C'est la chanson représentant l'Espagne au Concours Eurovision de la chanson 1967.
Elle se classe en première position au hit-parade en Espagne en avril 1967 ainsi qu'en Argentine en juin 1967.
Raphael a également enregistré la chanson en anglais sous le titre Please Speak to Me of Love (« S'il te plaît parle-moi d'amour »).

## À l'Eurovision

### Sélection
La chanson Hablemos del amor, interprétée par Raphael, est sélectionnée en interne pour représenter l'Espagne au Concours Eurovision de la chanson 1967 le 8 avril à Vienne, en Autriche.
C'est la seconde fois consécutive que Raphael interprète la chanson représentant l'Espagne à l'Eurovision, après Yo soy aquél.

### À Vienne
La chanson est intégralement interprétée en espagnol, langue officielle de l'Espagne, comme l'impose la règle entre 1966 et 1972. L'orchestre est dirigé par Manuel Alejandro, l'auteur de la chanson.
Hablemos del amor est la douzième chanson interprétée lors de la soirée du concours, suivant la chanson lauréate de 1967 Puppet on a String de Sandie Shaw pour le Royaume-Uni et précédant Dukkemann de Kirsti Sparboe pour la Norvège.
À l'issue du vote, elle obtient 9 points, se classant 6e sur 17 chansons,.

## Liste des titres
| A1. | Hablemos del amor    | Manuel Alejandro            | 2:51 |
| A2. | Si un amor se va     | Rafael de León, Tonio Areta | 2:05 |
| B1. | No tiene importancia | Manuel Alejandro            | 2:21 |
| B2. | Quédate con nosotros | Manuel Alejandro            | 2:35 |

## Classements

### Classements hebdomadaires
| Classement (1967)            | Meilleure position |
| ---------------------------- | ------------------ |
| Argentine (Billboard)        | 1                  |
| Espagne (Los 40 Principales) | 1                  |

## Historique de sortie
| Pays                 | Date | Format                                | Label              |
| -------------------- | ---- | ------------------------------------- | ------------------ |
| Allemagne de l'Ouest | 1967 | 45 tours                              | Vogue              |
| Espagne,             | 1967 | super 45 tours                        | Hispavox           |
| France,              | 1967 | super 45 tours, 45 tours promotionnel | Vogue              |
| Mexique              | 1967 | super 45 tours                        | Hispavox, Gamma    |
| Pays-Bas             | 1967 | 45 tours                              | Vogue              |
| Pérou                | 1967 | 45 tours                              | Hispavox           |
| Portugal,            | 1967 | 45 tours, super 45 tours              | Hispavox, Alvorada |
| Royaume-Uni          | 1967 | 45 tours                              | Hispavox           |
| Venezuela            | 1967 | maxi 45 tours                         | Orbe               |